# Južnovanuatski jezici
Južnovanuatuski jezici, skupina centralnih-istočnih oceanijskih jezika koji se govore na Vanuatuu u Oceaniji. Skupina se grana na tri podskupine koje obuhvaćaju 9 jezika, to su: 
a) Aneityum (1): aneityum;
b) Erromanga (3): ifo, sie, ura;
c) Tanna (5): jugozapadni tanna (tanna, southwest), kwamera, lenakel, sjeverni tanna (tanna, north), whitesands.

## Vanjske poveznice
- Ethnologue (14th)
- Ethnologue (15th)